# Kaló Chorió (Héraklion)
Kaló Chorió (grec moderne : Καλό Χωριό) est un village de Grèce, sur l’île de Crète, de plus de 320 habitants.